# Barrio Chico
Barrio Chico är en ort i Mexiko.   Den ligger i kommunen Santa María Huazolotitlán och delstaten Oaxaca, i den sydöstra delen av landet, 400 km söder om huvudstaden Mexico City. Barrio Chico ligger 293 meter över havet och antalet invånare är 103.
Terrängen runt Barrio Chico är kuperad söderut, men norrut är den platt. Runt Barrio Chico är det ganska glesbefolkat, med 26 invånare per kvadratkilometer. Närmaste större samhälle är Santiago Pinotepa Nacional, 14,8 km väster om Barrio Chico. Omgivningarna runt Barrio Chico är en mosaik av jordbruksmark och naturlig växtlighet.